# Арбузова Світлана Борисівна
Світлана Борисівна Арбузова (нар. 14 серпня 1954, Київ) — українська дослідниця у галузі медичної генетики, член-кореспондентка Національної академії медичних наук України (2011), професорка (2001), докторка медичних наук (1996), заслужений лікар України (2005), входить до першого складу Наукового комітету Національної ради України з питань розвитку науки і технологій (2017), директорка Східно-українського спеціалізованого центру медичної генетики та пренатальної діагностики, голова Проблемної комісії МОЗ та НАМН України з медичної генетики.
Арбузовій присвячено главу в книзі «Україна має жіноче обличчя» Мирослави Макаревич

## Наукова діяльність
Арбузова досліджує проблеми медичної генетики, спадкових захворювань та їх пренатальної діагностики. Дослідила роль мітохондріальної ДНК в етіології хромосомних анеуплоїдій, зокрема синдрому Дауна, описала нові мутації в мітохондріальному геномі людини. Двічі отримувала гранти Лондонського королівського товариства.
Підготувала 4 докторів і 6 кандидатів наук. Входить до складу редакційних рад 4 вітчизняних та закордонних наукових журналів.

## Наукові праці
Авторка понад 250 наукових публікацій, зокрема 7 монографій і посібників, причому значна частина статей опублікована у провідних міжнародних журналах, в тому числі у таких найбільш впливових як «Science» і «Lancet». За статтю в журналі «Lancet» у 2003 році отримала приз редакції.
- «Early Prenatal Diagnosis, Fetal Cells and DNA in the Mother» (2005)
- «Genetic Disorders and the Fetus. Diagnosis, Prevention and Treatment» (2007);
- «Fifty years of Human Genetics» (2007)
- «Prenatal Diagnosis» (2008),
- «Концепція ранньої пренатальної діагностики згідно з міжнародними стандартами якості» (2009)
- «Контроль якості генетичних обстежень» (2010)
- «Етико-психологічні аспекти медико-генетичної консультації» (2011)
- «Перинатальна ехокардіографія» (навчальний посібник) (2014)
- «Down Syndrom Screening: Evidence that Test Results Differ According to Phenotype» Journal of Fetal Medicine (2016)
- «Epidemiology and genetics of human aneuploidy» (2019)
- Antenatal screening for aneuploidy and neural tube defects (2020)
- Somatic genomic rearrangements in human leucocyte antigens region in solid ovarian tumors (2021)
- Cholelithiasis is an additional pre-pregnancy clinical risk factor for preeclampsia (2023)

## Громадська діяльність
З 2017 року є членкинею Наукового комітету Національної ради України з питань розвитку науки і технологій.
Також Арбузова — співголова Міжнародного наукового комітету з пренатальної діагностики, заступниця голови Європейської групи генетичного скринінгу, координаторка з країн Східної Європи Міжнародної асоціації медицини плода, членкиня Європейської організації з аудиту та зовнішнього контролю якості генетичних досліджень.
Світлана Арбузова неодноразово виступала в пресі з викриттям державної підтримки імітації наукової діяльності в низці наукових і освітніх установ медичного профілю. Є головою Комісії з питань боротьби із лженаукою та фальсифікацією наукових досліджень при Президії НАМН України.
Також виступає за поліпшення стандартів діагностики порушень ембріонального розвитку в дітей в Україні.
У 2018—2024 роках Світлана Арбузова була членкинею журі премії L'Oréal— UNESCO «Для жінок в науці».

## Нагороди та звання
- Почесна грамота Верховної Ради України (2016)
- Заслужений лікар України (2005)[7]

2024 року Світлану Арбузову включено до рейтингу видання «Українська правда» «100. Сила жінок» в галузі «Наука та освіта». Відмічено її внесок до реформування наукової сфери, зокрема роль у запуску роботи Національного фонду досліджень України, виявлення плагіату в наукових працях тощо.